# Kempton (Illinois)
Kempton – wieś w Stanach Zjednoczonych, w stanie Illinois, w hrabstwie Ford.